# Santo Tomás Ocotepec
Santo Tomás Ocotepec es una localidad del estado mexicano de Oaxaca. Es cabecera del municipio de Santo Tomás Ocotepec.

## Demografía
| Censo | Población |
| ----- | --------- |
| 1900  | 1 004     |
| 1910  | 1 151     |
| 1921  | 1 354     |
| 1930  | 1 580     |
| 1940  | 1 918     |
| 1950  | 2 396     |
| 1960  | 2 893     |
| 1970  | 255       |
| 1980  | 246       |
| 1990  | 450       |
| 1995  | 282       |
| 2000  | 227       |
| 2005  | 246       |
| 2010  | 213       |
| 2020  | 375       |